# Киселёв, Виктор Васильевич

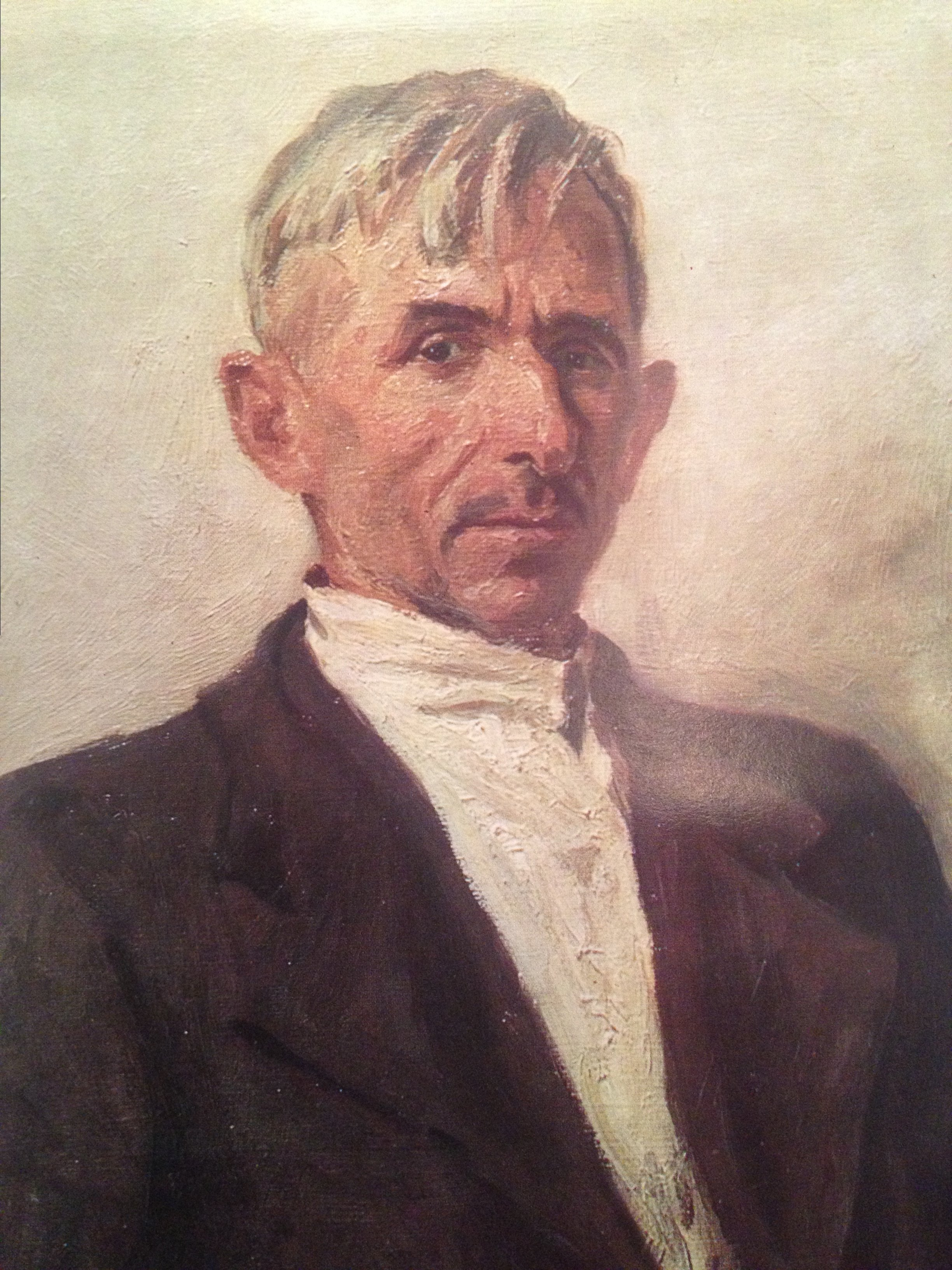
Киселёв Виктор Васильевич

Виктор Васильевич Киселёв (1907—1985) — советский живописец.

## Биография
Родился 12 июля 1907 года в деревне Комаровка (ныне Майнский район, Ульяновская область). В 1924—1929 годах обучался живописи у А. А. Пластова в селе Прислониха. В 1929 году учился на художественных курсах в Москве, в 1930—1936 годах — в Московском изотехникуме, в 1936—1941 годах — в МГАХИ имени В. И. Сурикова. Участник Великой Отечественной войны. Член СХ СССР с 1945 года.
Главная тема творчества — труд и быт советского крестьянства, герои многих произведений художника его земляки. В Ульяновском областном художественном музее хранятся картины: «На пасеке», «Зинка», «Перед праздником» и др. Его работы находятся также в Музее А. А. Пластова, музеях Москвы, Перми, Красноярска, Ярославля.

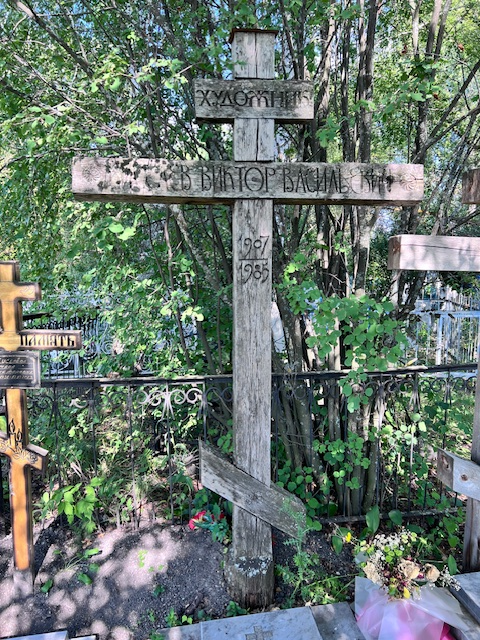
Захоронение в с.Комаровка

Умер 14 июня 1985 года в родном селе.

## Признание
- Государственная премия РСФСР имени И. Е. Репина (1978) — за картины «Конный двор», «Комсомолка Люба», «Портрет брата», «Свадьба»
- заслуженный художник РСФСР (1980)